# Carolina da Grã-Bretanha
Carolina Isabel (Hanôver, 10 de junho de 1713 – Londres, 28 de dezembro de 1757) foi a quarta filha, a terceira menina, do rei Jorge II da Grã-Bretanha e sua esposa a princesa Carolina de Ansbach.

## Primeiros anos
A princesa Carolina nasceu no Palácio de Herrenhausen, em Hanôver, na Alemanha, a 10 de junho de 1713. O seu pai era o príncipe-herdeiro Jorge de Hanôver, filho mais velho do príncipe-eleitor de Hanôver. A sua mãe era a princesa Carolina de Ansbach, filha do marquês João Frederico de Brandemburgo-Ansbach. Como neta do príncipe-eleitor de Hanôver, Carolina tinha o tratamento de Sua Alteza Sereníssima, a princesa Carolina de Hanôver quando nasceu, e não o título de duquesa de Cambridge, o ducado que o seu marido detinha na Grã-Bretanha. No Decreto de Determinação de 1701, Carolina estava em sétimo lugar na linha de sucessão ao trono da Grã-Bretanha. Foi baptizada no dia a seguir ao seu nascimento no Palácio de Herrenhausen.

## Grã-Bretanha
Em 1714, a rainha Ana morreu, e o avô de Carolina tornou-se rei Jorge I da Grã-Bretanha, o que automaticamente fez com que o seu pai se tornasse príncipe de Gales. Com apenas um ano de idade, Carolina acompanhou a mãe e as duas irmãs mais velhas, a princesa Ana e a princesa Amélia, para a Grã-Bretanha, onde a família passou a viver no Palácio de St. James. Lá, Carolina passou a receber o tratamento de princesa da Grã-Bretanha e a ser conhecia por SAR, a princesa Carolina até o seu pai suceder o avô em 1727. Uma lista recentemente descoberta, mostra documentos com as despesas pessoais da princesa de janeiro e fevereiro de 1728, incluindo as contribuições financeiras que fez a vários grupos protestantes em Londres.
Em 1722, por ordem da sua mãe, Carolina foi vacinada contra a varíola através de variolação, uma forma de imunização primitiva que tinha sido popularizada por lady Mary Wortley Montagu e Charles Maitland.
A princesa Carolina era a filha preferida da sua mãe, e tornou-se conhecida como "a Carolina Isabel honesta (ou "a adorada honesta"). Quando havia algum desentendimento entre os seus irmãos, os seus pais costumavam dizer: "Mandem chamar a Carolina para sabermos a verdade!" Segundo o dr. John Doran, "A adorada honesta Carolina Isabel era amada sem reservas pelos seus pais, merecia o seu afecto e recompensava-o com um afecto ardente. Era justa, bondosa, talentosa e infeliz".

## Últimos anos
Segundo crença popular, a infelicidade de Carolina devia-se ao amor que sentia por um cortesão casado, lord Hervey. É provável que Hervey, que era bissexual, tenha tido um caso amoroso com o irmão mais velho de Carolina, o príncipe Frederico, e também esteve ligado romanticamente com várias mulheres na corte. Quando Hervey morreu em 1743, Carolina retirou-se para o Palácio de St. James, de onde não saiu durante muitos anos, recebendo apenas visitas da família e amigos muito próximos. Deu vastas quantias de dinheiro a instituições de caridade.
Carolina estava tão infeliz que apenas queria morrer, o que aconteceu no dia 28 de dezembro de 1757, quando tinha quarenta-e-quatro anos. Nunca se casou nem teve filhos. Foi enterrada na Abadia de Westminster.
Walpole escreveu sobre a sua morte: "Embora o seu estado de saúde tivesse sido tão perigoso durante muitos anos, e apesar de ela ter passado a maioria deles escondida, o seu desaparecimento foi, de certa forma, novo e súbito e a sua morte inesperada, ainda que fosse esse o seu desejo. A sua bondade foi constante e uniforme, a sua generosidade foi imensa, a sua caridade muito extensa; em resumo, embora não seja monarquista, sou pródigo no seu louvor."